# Acromyrmex ameliae
Acromyrmex ameliae (лат.) — вид муравьёв-листорезов из трибы грибководов Attini подсемейства Myrmicinae (Formicidae). Эндемик Бразилии. Социальный паразит листорезов рода Acromyrmex.

## Распространение
Южная Америка: Минас-Жерайс, штат на юго-востоке Бразилии.

## Описание
Социальные паразиты, обнаруженные в муравейниках листорезов Acromyrmex subterraneus subterraneus и Acromyrmex subterraneus brunneus. Муравьи Acromyrmex ameliae отличаются прямыми и латерально сжатыми проподеальными шипами (у Acromyrmex subterraneus они более изогнутые и конические). Половые особи вида-паразита (самки и самцы) сходны с таковыми у вида-хозяина, но меньше в размерах. Из касты рабочих представлены только мелкие особи (как миноры у других видов). Окраска темно-коричневая. Опушение брюшка и груди у Acromyrmex ameliae более густое и волоски более длинные, по сравнению с таковым у Acromyrmex subterraneus. Формула щупиков — 4, 2 (нижнечелюстные + нижнегубные), усики самок и рабочих 11-члениковые, у самцов — 13-члениковые. Промеры самки: длина головы (HL) — 1,3—1,5 мм; ширина головы (HW) — 1,3—1,4 мм; длина груди (WL) — 2,4—2,6 мм; длина скапуса (SL) — 1,5 мм. У ранее описанного социальнопаразитического муравья Acromyrmex insinuator Schultz, Bekkevold & Boomsma, 1998 (он паразитирует на Acromyrmex echinatior) также имеется каста рабочих. В то же время, у близкого рода Pseudoatta каста рабочих отсутствует.
Брачный лёт самок и самцов Acromyrmex ameliae происходит дважды в год (апрель и октябрь), тогда как у вида-хозяина Acromyrmex subterraneus роение происходит только один раз (ноябрь – декабрь).

## Этимология
Название Acromyrmex ameliae получил в честь Амелии де Соузы (Amelia Maria de Souza), матери одного из авторов открытия. Вид описали бразильские мирмекологи Данивал Хосе Де Соуза (порт. Danival Jose De Souza), Илка-Мария Суарес (Ilka Maria Fernandes Soares) и Терезинья Делла Лучия (Terezinha Maria Castro Della Lucia).